# Білл Доджін (старший)
Білл Доджін-старший (англ. William Dodgin, Sr., 9 квітня 1909, Гейтсгед — 16 жовтня 1999) — англійський футболіст, що грав на позиції лівого півзахисника. По завершенні ігрової кар'єри — тренер.

## Ігрова кар'єра
Вихованець юнацьких команд футбольних клубів «Гейтсгед Гай Фелл» та «Воллсенд Бойз Клаб».
У дорослому футболі дебютував 1930 року виступами за «Гаддерсфілд Таун», в якому провів два сезони, взявши участь у 10 матчах чемпіонату.
Згодом з 1932 по 1939 рік грав у складі команд клубів «Лінкольн Сіті», «Чарльтон Атлетик», «Бристоль Роверс» та «Лейтон Орієнт».
1939 року перейшов до клубу «Саутгемптон», гравцем якого лишався протягом 7 років, більшість з яких, утім, припали на воєнні роки, коли його професійна футбольна кар'єра припинялася. Завершив кар'єру футболіста виступами за команду «Саутгемптон» у 1946 році.

## Кар'єра тренера
1946 року, закінчивши ігрову кар'єру, Доджін залишився у «Саутгемптоні» і став тренером команди, пропрацювавши там три роки.
1949 року став головним тренером «Фулгема», тренував лондонський клуб чотири роки.
Згодом протягом 1953—1957 років очолював тренерський штаб клубу «Брентфорд».
1957 року прийняв пропозицію попрацювати у клубі «Сампдорія». Залишив генуезький клуб 1958 року.
Останнім місцем тренерської роботи був клуб «Бристоль Роверс», головним тренером команди якого Білл Доджін був з 1969 по 1972 рік.

## Особисте життя
Мав сина, також Білла (1931—2000), що теж був футболістом і грав під керівництвом батька в «Саутгемптоні» та «Фулгемі», а потім працював тренером. 
До гри за «Гаддерсфілд Таун» в 1928 році Доджін працював шахтарем. Під час Другої світової війни він працював на авіабудівному заводі в Хембл-ле-Райс і грав у футбол за команду робітників Folland Aircraft.
Помер 16 жовтня 1999 року на 91-му році життя.